# 이탈리아의 이집트 침공
이탈리아의 이집트 침공, 이탈리아측 작전명 E 작전(이탈리아어: Operazione E 오페라치오네 에[*])은 제2차 세계 대전 기간 중립국인 이집트 왕국에서 영국, 영연방, 자유 프랑스군을 향한 이탈리아의 공세 작전이다. 이탈리아 왕국의 제10군의 침공으로 리비아 국경철책에서 일어났던 산발적 교전이 끝나고 1940년부터 1943년까지의 서부 사막 전역이 본격적으로 시작하는 계기가 되었다. 이탈리아는 리비아에서부터 이집트 해안을 따라 진격해 수에즈 운하를 점령한다는 전략을 세웠다. 하지만 수많은 지연 끝에 공격 범위가 시디바라니까지 진격한 후 그곳에서 영국군과 교전하는 것으로 축소되었다.
이탈리아 제10군은 서부 사막 지대의 주요 영국군 기지인 메르사마트루 부근에 남아있던 제7지원단(제7기갑사단)의 영국 주력군을 상대하며 이집트 안쪽 105 km 거리를 진격했다. 1940년 9월 16일 제10군은 공세를 중단하고 시디바라니 항구 인근에서 방어선을 구축했다. 이때까지 영국군 사망자는 40명, 이탈리아군 사망자는 120명이 발생했다. 공병대가 리비아 해안 고속도로(비바 벨비아)에서 연장한 비아 델라 비토리아(비토리아 길)이 건설될 때까지 병력이 요새에서 대기했다. 이탈리아군은 메르사마트루 제7기갑사단과 제4인도인사단을 상대로 진격하기 위해 보급품을 모으기 시작했다.
12월 8일 제10군이 메르사마트루로 진격을 준비하기 전에 영국군이 시디바라니 외곽의 이탈리아 방어선을 5일간 타격하는 컴퍼스 작전을 시작했다. 기습이 성공하면서 잔존한 이집트의 제10군 몇 개 부대는 서둘러 후퇴했다. 영국군은 해안선을 따라 살룸까지, 이어 리비아 국경을 넘어 바르디아, 투브루크, 데르나, 메칠리, 베다폼, 시드라만의 엘아게일라까지 진격하며 제10군 잔당을 추격했다. 영국군은 컴퍼스 작전 도중 1,900명이 사망하거나 부상을 입었으며 대신 이탈리아군 및 리비아인 포로 133,298명을 얻고 420대의 전차와 포 845문 이상, 수많은 항공기도 노획했다.

## 배경

### 리비아

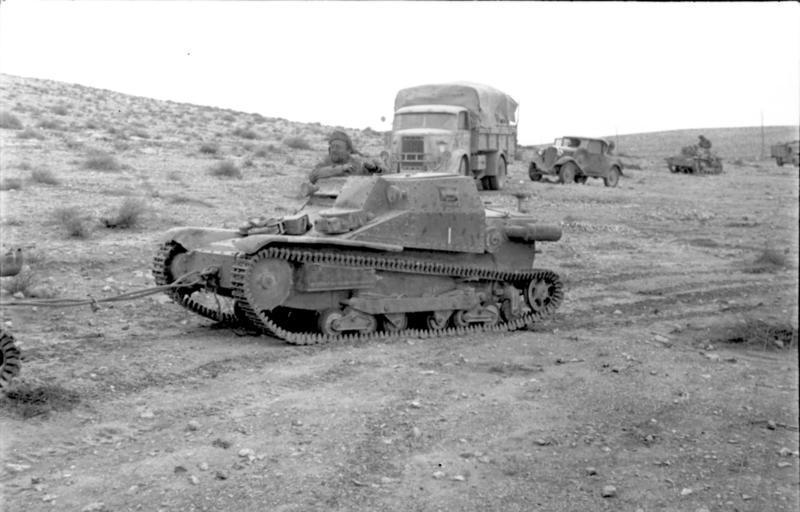
이탈리아군이 사용한 L3/33 준전차의 모습.

리비아 동부 지역인 키레나이카는 1911년부터 1912년까지 있었던 이탈리아-튀르크 전쟁 이후 이탈리아의 식민지가 되었지만 1932년까지 저항이 계속 이어졌다. 한편 리비아는 서쪽으로는 튀니지를 비롯한 프랑스령 북아프리카가 있었고 동쪽으로는 이집트 왕국이 있어 이탈리아는 양 쪽 국경 모두를 지켜야 했고 이탈리아령 리비아의 총독이었던 이탈로 발보 공군원수 지휘 아래 이탈리아군은 북아프리카 최고사령부를 설립했다. 최고사령부 산하에는 이탈로 가리볼디 장군이 지휘하던 제5군이 서부를, 중장 마리오 베르티가 지휘하던 제10군이 동부를 지키고 있었고 1940년 중반 기준 각각 13,000명으로 구성된 9개 대도시 사단과 각각 8천명으로 구성된 3개 블랙셔츠 사단과 2개 이탈리아령 리비아 식민사단이 편성되어 있었다. 1939년에는 신규 징집병 정기 소집과 함께 예비군도 같이 소집했다.

### 이집트

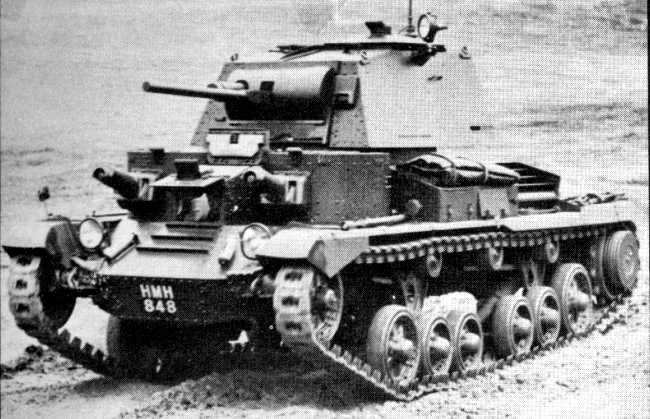
영국군이 사용한 크루저 Mk I 순항전차의 모습.

영국은 1882년부터 이집트에 군대를 주둔시켰으나 1936년 영국-이집트 조약에 따라 그 규모가 크게 축소되었다. 소규모 영국군과 영연방군은 영국이 극동 및 인도양의 영토와 보급망을 유지하기 위해 수에즈 운하와 홍해 항로에 집중적으로 배치되었다. 영국의 간접통치를 받던 이집트는 전쟁 기간 중립을 지켰다. 1939년 중순 아치볼드 웨이벌 중장이 지중해와 중동 전구를 관할하는 새로운 중동 사령부의 총사령관으로 임명되었다. 프랑스와 추축국의 휴전 이전까지 튀니지의 프랑스 사단이 리비아 서부 국경에서 이탈리아군과 대치해 주둔군이 분열되어 양쪽을 지켜야 했다.
리비아에서는 이탈리아 왕립 육군이 약 215,000명, 이집트의 영국군이 36,000명 있었으며 팔레스타인에서는 27,500명이 훈련을 받고 있었다. 영국군엔 소장 퍼시 호바트가 지휘하여 영국군의 훈련된 2개 기갑 편성 중 하나였던 차량화사단(이집트)가 1939년 중순 기갑사단(이집트)로 개칭되어 배치되었으며, 1940년 2월 16일에는 제7기갑사단도 같이 배치되었다. 이집트-리비아 국경은 이집트 국경군이 방어하고 있었고 1940년 6월 소장 리처드 오코너가 지휘하는 제6보병사단 지휘부가 서부 사막 지역의 지휘권을 인수해 개전하면 이탈리아군을 국경 진지에서 몰아내 배후지로 진격하라는 명령을 받았다. 제7기갑연대를 제외한 제7기갑사단은 메르사마트루에 집결했고 제7지원단을 엄호부대로 국경 지역으로 전진배치했다.
영국 공군도 대부분의 폭격기를 국경 인근으로 전진 배치했고 이탈리아의 리비아 보급항로를 위협하기 위해 몰타섬 진지를 강화했다. 제6보병사단 사령부는 아직 완편되고 훈련이 끝난 부대가 없다고 판단해 6월 17일 서부 사막군으로 개칭했다. 튀니지 방면 프랑스군은 제한된 작전 수행만 가능한 8개 사단이 있었으며 프랑스령 시리아에서는 무장과 훈련이 빈약한 3개 사단 40,000명 병력과 국경수비대가 식민지 및 점령지 민사임무를 맡고 있었다. 리비아의 이탈리아 육군과 공군은 이집트의 영국군에 비교해 수적으로는 우세했으나 사기가 떨어졌고 장비도 빈약해 어려움을 겪었다. 이탈리아령 동아프리카에서는 포 400문, 경전차 200대, 트럭 2만대를 보유한 이탈리아인 및 동아프리카인 130,000명의 부대가 배치되어 있었다. 1940년 6월 10일 이탈리아는 6월 11일부터 영국과 프랑스와 전쟁 상태에 돌입한다고 선전포고했다. 캐나다는 6월 10일 이탈리아에 선전포고했고, 다음 날인 6월 11일에는 오스트레일리아, 뉴질랜드, 남아프리카가 뒤따라 이탈리아에 선전포고했다.

### 지형
서부 사막은 약 240 km 길이의 사막으로 이집트의 메르사마트루부터 서쪽으로 리비아 해안의 가잘라까지 포장 도로는 리비아 해안 고속도로 단 하나밖에 없다. 내륙 150 km 안쪽에 있는 모래바다가 사막 남쪽 경계에 해당하며 자그붑과 시와 오아시스에서 제일 넓게 펼쳐져 있다. 영국식 용어로 서부 사막이라고 하면 사실상 리비아의 키레나이카까지 전부 일컫는 명칭이다. 해안에서 내륙으로 들어가면 해발 약 150 m 높이의 돌 사막으로 이뤄진 평평한 평원이 펼쳐지며, 이 평원은 모래바다까지 200-300 km 길이로 뻗어 있다. 이 사막에는 소수의 베두인 유목민이 살고 있으며 전갈, 독사, 파리 등의 야생동물이 서식한다.
베두인의 길이 우물(비르스, Birs) 사이를 잇고 쉽게 횡단할 수 있는 길을 이어준다. 또한 베두인의 사막 항법은 태양, 별, 나침반, 경험을 통해 얻은 환경 인식인 "사막 감각"으로 이루어진다. (1940년 9월 이탈리아의 이집트 침공이 시작되었을 때 사막 환경의 경험이 부족했던 피에트로 말레티 소장 지휘 하 말레티 분견군은 시디오마르에서 출발한 후 길을 잃고 실종되었다가 나중에 정찰기에 겨우 발견되었다) 봄에서 여름까진 낮은 매우 덥고 밤은 매우 춥다. 뜨거운 사막 바람인 시로코는 미세한 모래구름을 날려 시야를 수십 cm까지 좁히고 눈, 폐, 기계, 음식, 기타 장비를 모래로 덮어버린다. 이 때문에 자동차와 항공기는 특수한 오일과 공기 필터가 필요하고 척박한 지형 때문에 물과 식량은 전부 외부에서 보급해야 한다.

### 이탈리아군의 상황
1936년 알베르토 파리아니가 이탈리아의 육군참모총장으로 임명되었다. 파리아니는 속도와 기동성, 신기술이 군사작전에 혁명을 일으킬 수 있다는 생각으로 신속한 결정으로 전쟁을 치르기 위해 군사를 재편하기 시작했다. 1937년에는 각 사단을 전통적인 3개 연대씩 구성된 삼각편제에서 2개 연대씩으로 구성된 이각편제로 바꿨고 10개년 계획을 통해 24개 이각편제사단, 24개 삼각편제사단, 12개 산악사단, 3개 차량화 사단, 3개 기갑사단으로 재편했다. 하지만 이런 재편으로 군대의 행정적 부담만 증가되었고 상응되는 효율은 증가하지 못했으며 전차, 장갑차, 무선통신과 같은 신기술의 도입은 늦어졌고 잠재적 적군에 비해 열세였다. 여기에 군대의 정치화와 블랙셔츠 민병대의 합류로 장교 계급이 희석되어 부대 인력이 부족해졌다. 파리아니의 군제 개혁에는 타 전술론을 배제하고 정면 공격 전술을 장려해 포병의 지원을 받는 빠른 기동전을 경시했다. 1939년 9월까지 이탈리아 육군 67개 사단 중 16개 사단(에티오피아 주둔군 제외)이 이각사단으로 전환되어 무기와 장비를 추가로 확보했다. 하지만 나머지 사단은 구식 장비를 가지고 별 다른 대체 보급품이 없었으며 포, 전차, 대전차포, 대공포, 수송기가 부족했다.
이탈리아군의 사기는 높다고 여겨졌고 군대는 최근에 군사작전을 시행한 경험이 있었다. 이탈리아 해군은 파시스트 정권 하에 발전했으며 빠르고 잘 만들어진 전함과 대규모 잠수함대를 보유하고 있었으나 해군은 경험과 훈련이 부족했다. 공군은 1936년 전쟁에 대비했지만 정체되어 있었으며 영국군은 이탈리아 공군이 높은 작전수행률을 유지할 수 있는 능력이 없다고 분석했다. 튀니지 맞은 편 리비아 서부 트리폴리타니아의 제5군에는 총 8개 사단이, 리비아 동부 키레나이카 지방의 제10군에는 총 6개 보병사단이 편제되어 있었다. 6월 말 프랑스의 패배 이후 제5군의 4개 사단이 제10군 산하로 이동했다. 6월 10일 이탈리아가 선전포고했을 때 제10군은 제1리비아사단을 자그붑에서 국경의 시디오마르로, 중장 렌초 달마초가 지휘하는 제21군단을 시디오마르에서 바르디아와 투브르크까지 해안 지역으로 재배치했다. 제20군단은 반격을 위한 예비대로 투브루크 서남쪽으로 재배치되었다.
전쟁 전 발보는 무솔리니에게 다음과 같은 의문을 표했다.
날 불안하게 만드는 건 병력 수가 아니라 무기다... 대전차 및 대공무기가 매우 부족하고 제한적이며, 포도 매우 오래된 상태로 무장되어 있다... 이동하고 싸우는 데 필수적인 장비를 보급할 수 없다면 수천 명의 병력을 더 보낸다고 해서 쓸모가 있지 않다.

또한 이탈리아의 경제로 당장 생산할 수 없거나 군대가 타 지역으로 보급할 수 없는 상황에서 1천대의 트럭, 100대의 물탱크, 더 많은 중형전차와 대전차포를 포함한 많은 무기 지원을 요구했다. 하지만 로마에서 참모총장 바돌리오는 발보가 7월 15일 이집트 침공을 준비하자 "중형전차 70대만 확보하면 상황을 우리가 통제할 수 있을 것"이라고 회유했다. 발보가 사고로 사망하자 베니토 무솔리니는 발보 대신 로돌포 그라치아니에게 8월 8일까지 이집트를 공격하라고 명령했다. 그라치아니는 제10군이 제대로 무장하지 않았고 공격이 성공할 가능성이 없다고 말했지만 무솔리니는 어쨌든 그냥 공격하라고 명령했다.

## 전조

### 제10군의 상황
중장 마리오 베르티 지휘 하의 제10군 산하에는 10개 사단이 편성되어 있었는데, 제20군단, 제21군단, 엔리코 피타시 만넬라 지휘 하의 제22군단, 안니발레 베르곤촐리 지휘 하의 제23군단이 있다. 부대는 대도시 보병사단, 블랙셔츠 보병사단 및 리비아 식민사단으로 구성되었다. 제23군단은 산하에 대도시 보병사단 "치레네"와 "마르마리카", 제23블랙셔츠사단 마르초, 제1 및 제2리비아사단(중장 세바스티아노 갈리나가 지휘) 및 말레티 분견군이 침공 작전을 수행했다. 베르곤촐리 지휘 하에는 약 1천대의 트럭이 있었는데 먼저 치레네와 마르마리카 사단을 이동시킨 후 그 뒤로 마르초 사단이 따랐다. 리비아 사단은 총 650대의 차량을 가져 장비, 무기, 보급품을 운송하기엔 충분했지만 병력은 걸어서 이동해야 했고, 말레티 분견군은 450대의 차량을 가져 병력도 이동할 수 있었다. 말레티 분견군은 3개 리비아 식민보병대대, 추가 포병, 리비아 주둔 이탈리아군의 장갑차 대부분, 피아트 M11/39 중형전차 거의 전부로 구성되어 있었다. 제21군단은 예비군으로 시르테와 "제28사단 오토브레" 사단이 있었고 제22군단은 카탄차로 사단과 제3사단 젠나이오가 있었고 수송 능력 부족으로 투브루크 후방에 남아있었다.

### 제5비행작전사령부의 상황

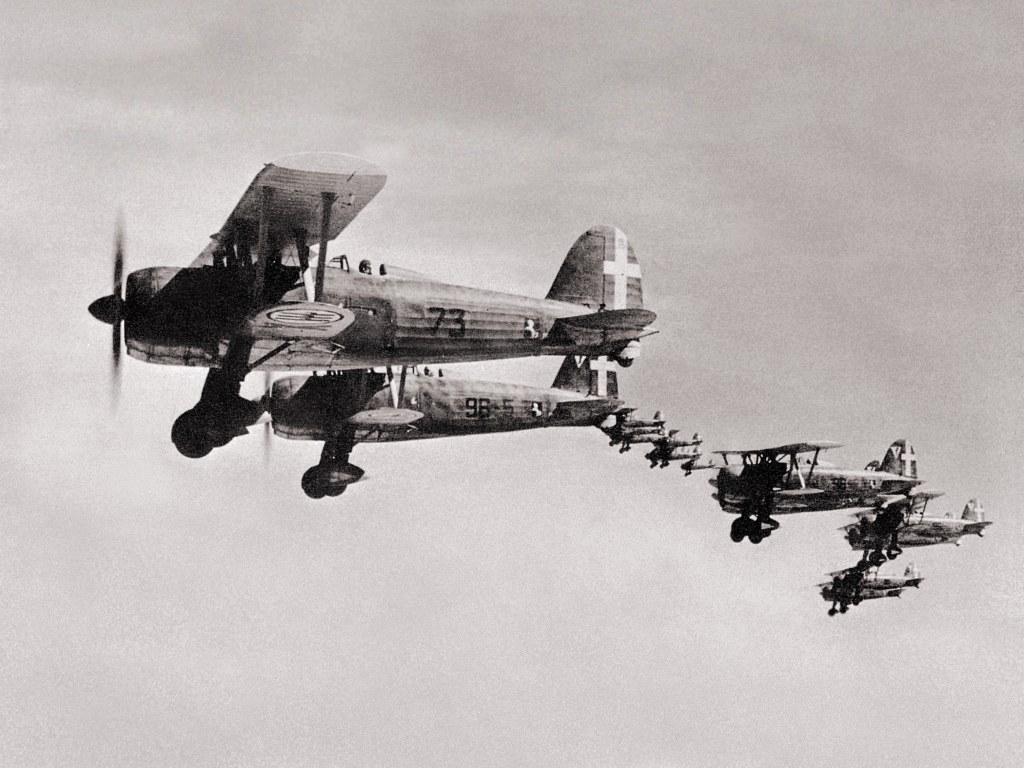
리비아 베니나 상공을 비행하는 제4비행단 제9비행전대 제73 및 제97비행대대의 피아트 CR.42 팔코 전투기 모습.

이탈리아 왕립 공군(Regia Aeronautica)의 작전사령부는 초나 아에레아 테리토리알레(Zona Aerea Territoriale), 스콰드라(Squadra), 지역 코만도(Comando) 등으로 불린다. 제10군은 제5비행작전사령부의 지원을 받았으며 336기의 항공기를 가지고 있었다. 제5비행작전사령부는 4개 폭격전대, 3개 전투전대, 2개 정찰전대와 2개 식민정찰기 대대로 편제되어 있었으며 소속 항공기는 사보이아-마르케티 SM.79 스파르비에로 폭격기 110기, 브레다 Ba.65 지상공격기 50기, 피아트 CR.42 팔코 전투기 170기, IMAM Ro.37 전투기 6기, 카프로니 Ca.309 정찰기 6기, 카프로니 Ca.310 정찰기 6기를 가지고 있었다. 9월 9일에는 이탈리아 본토에서 폭격기 64기, 지상공격기 75기, 정찰기 15기가 추가로 도착했다. 제5비행작전사령부는 독립부대로 현장에서 육군을 추적하고 지원하기 위해 조직되었다.

### 이탈리아 해군 지원
이탈리아가 전쟁을 선포한 후 잠수함 10척을 손실했고 수상함대는 매우 중요해 위험을 감수할 수 없고 연료도 부족했기 때문에 10군 지휘관 베르티는 해군의 지원을 거의 기대할 수 없었다.

### 이탈리아군의 계획
이탈리아군은 세 차례 이집트 공격을 계획했다가 취소했다. 첫 번째는 1940년 7월 15일 예상된 독일의 영국 본토 침공일에 맞춰 공세하기로 계획했다. 발보는 제5군의 모든 트럭과 이탈리아 본토에서 인도되는 M11/39 중형전차를 가져와 제10군을 지원하여 전쟁이 선포되자마자 국경철책을 넘어 솔룸을 점령하기로 계획했다. 영국의 반격을 격퇴하고 이탈리아군을 증원하면 공세를 계속할 계획이었다. 이 계획은 리비아의 이탈리아군이 달성할 수 있는 현실적인 목표평가를 기반으로 만들었으나 영국 침공이 취소되면서 계획이 무산되었다. 2번째 계획은 8월 22일 제한적으로 동쪽의 솔룸과 샤우니엘아우제린(Shawni el Aujerin)까지 진격하는 작전으로 3개 부대를 3개 진격로를 통해 공세하기로 계획했다. 솔룸을 점령하면 에티오피아와 전쟁 당시 북부 전선에서 사용했던 대규모 진격을 이용해 시디바리니까지 진격하기로 고려했다. 이탈리아의 비차량화 보병 사단이 하나의 도로를 이용해 진격하기로 계획했으나 8월의 여름 더위가 공세에 너무 큰 영향을 미쳐 공세가 다시 연기되었다.

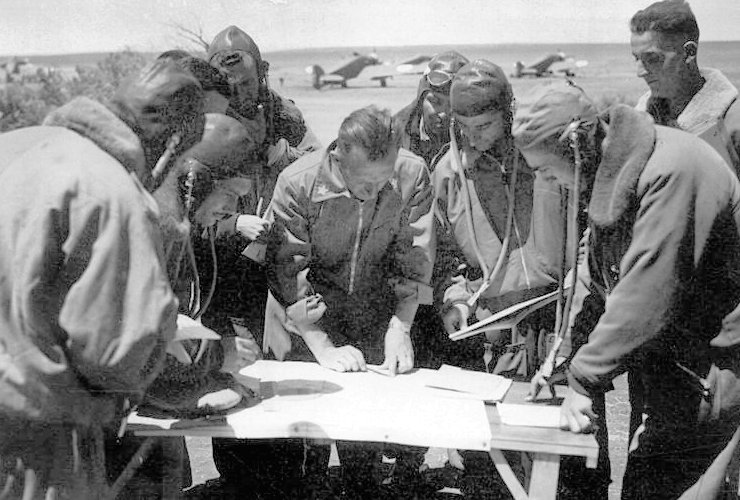
이탈리아 왕립 공군 소속 조종사가 지도를 보며 이집트의 지형을 연구하는 모습.(1940년 9월)

세 번째 계획은 9월 9일 시디바라니를 목표로 한 공세로 그라치아니는 무솔리니가 공격을 명령하기 6일 전에 참모들에게 계획을 공개했다. 비차량화 대도시 사단이 해안을 따라 진격해 할파야 고개를 넘어 솔룸을 점령한 후 이어 시디바라니까지 점령하기로 계획했다. 리비아 사단의 남쪽 부대와 말레티 분견군은 다이르알함라-비르아르라비야-비르엔바 도로를 따라 진격해 급경사면에서 영국군을 추격하기로 짰다. 말레티 분견군은 사막을 통해 동쪽과 남쪽으로 이동해야 했지만 이탈리아군 참모는 적절한 지도와 독도법 장비를 주지 않았다. 이 때문에 말레티 분견군은 집결지와 출발지로 이동할 때 길을 잃었고 제23군단이 이 분견군을 제자리로 이동시키기 위해 항공기를 보내 이동했다. 리비아 식민사단도 포트카푸조 인근의 집결지에 늦게 도착했다.
말레티 분견군은 트럭과 수송기 부족, 영국의 지형적 이점까지 합쳐져서 더욱 어려워했고 이 때문에 계획이 추가로 변경되었다. 4차 계획은 9월 13일 시디바라니와 그 남쪽 지역까지의 공세로 바뀌었다. 5개 사단으로 편성된 제10군은 말레티 분견군의 차량과 전차 부족으로 전부 해안가의 도로를 따라 대규모 부대가 진격해 솔룸을 점령하고 부크부크를 거쳐 시디바라니까지 진격하기로 계획했다. 제10군은 시디바라니로 집결해 보급품을 확보하고 영국의 반격을 격파한 후 마르투를 향해 진격을 재개해야 했다. 비차량화 보병 사단은 다른 곳으로는 진격이 거의 불가능해 해안 도로를 따라서만 진격할 수 있었다. 이런 작전은 에티오피아 북부 전선에서도 비슷한 공세가 시행된 적이 있었으나 시행할 병력이 충분했던 기동전 이론과는 어긋나는 진격 작전이었다. 그라치아니는 영국군 전력을 너무 과대평가해 대규모 병력을 한 데 모아 한꺼번에 공격해야지만 영국군을 격퇴할 수 있을 것이라 생각했다.

### 서부 사막군의 상황

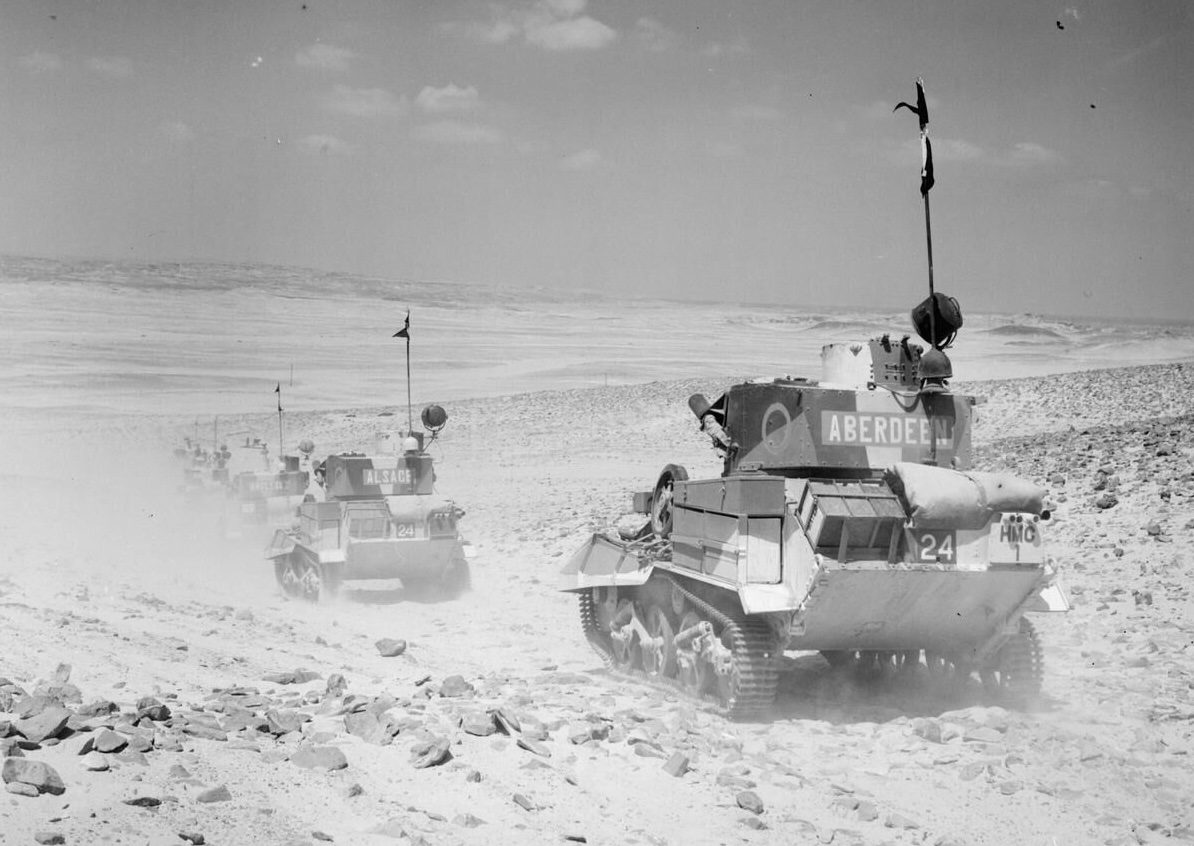
1940년 8월 2일, 사막에서 정찰 중인 영국군 제7기갑사단 소속 MK VIB 경전차의 모습

리비아에 주둔한 25만명의 이탈리아군과 추가로 이탈리아령 동아프리카에 주둔한 25만의 이탈리아군에 대항해 웨이벌이 지휘하는 영국군은 이집트에 36,000명의 병력이 있었다. 이 병력은 총 14개 비여단화 영국군 대대와 보병 1개연대, 미완편 기병연대, 1개 기관총대대, 1개 야포연대로 구성된 버나드 프레이버그 소장 지휘 하의 제2네덜란드사단으로 구성되었다. 소장 노엘 베레스포드페르세 지휘 하의 제4인도인사단은 2개 보병여단과 약간의 포병으로 구성되었으며 마이클 오무어 크레그 소장 지휘 하의 제7기갑사단은 각각 2개 기갑연대로 구성된 2개 기갑여단으로 편성되었다. 제7지원단은 3개 차량화 보병대대, 포병, 공병, 기관총대대로 구성되었으며 이탈리아군을 방해하며 공격을 받을 시 국경과 마트루 사이에서 지연작전을 수행하면서도 계속 이탈리아 본부대와 공격능력을 유지하는 임무를 받았다.
마트루의 보병부대는 이탈리아군의 공격을 기다리며, 사막 급경사면의 절벽지대에서 제7기갑사단의 주력군이 이탈리아군을 향해 반격하기로 계획했다. 엄호부대는 그 규모를 과장하고 특유의 기동성 강점을 살려 제7지원단이 해안도로를 따라 제3 콜드스트림 근위연대, 왕립소총군단(KRRC) 제1대대의 중대, 포와 기관총병이 있는 자유 프랑스군 차량화해병대중대와 합세해 단계적으로 퇴각하며 도로를 파괴하기로 했다. 1940년 5월 말 중동의 영국 왕립 공군은 구형 브리스톨 봄베이 중형 폭격기와 현대 브리스톨 블레님 경폭격기 96기, 구형 글로스터 글래디에이터 전투기 75기와 기타 항공기 34기 등 총 205기의 항공기가 있었다. 7월에는 호커 허리케인 4기가 추가로 배치되었지만 서부 사막군이 사용할 수 있는 전투기는 1기밖에 없었다. 7월 말까지 영국 해군의 지중해 함대는 동지중해의 재해권을 장악하고 이탈리아의 해안 요새를 포격하며 해안선을 따라 마트루와 그 너머로 보급품을 수송할 능력을 가지고 있었다.

### 국경 충돌

1940년 7월 26일, 리비아 국경지대에서 정찰을 돌던 제11후사르연대 소속 장교가 정차 중 파라솔을 펼쳐 그늘을 만들어 휴식을 취하는 모습. 사진에 보이는 장갑차는 모리스 CS9이다.

6월 17일 영국 제6보병사단 사령부를 주축으로 약 1만명의 병력과 항공기, 전차, 화포로 키레나이카의 이탈리아군에 맞서는 모든 연합군 병력을 통제하는 오코너 중장 지휘 하의 서부 사막군 사령부(WDF)가 수립되었다. 오코너는 국경을 따라 공격적인 정찰조를 조직해 제7기갑사단 부대를 가지고 차량화혼성부대인 "조크 부대"를 만들어 무인지대을 휩쓸기 시작했다. 잘 훈련된 소규모 정규부대는 국경을 넘어 이탈리아의 혼성부대와 요새화된 진지를 공격했다. 영국군 정찰대는 6월 11일 국경철책까지 닿아 이 지역을 장악하고 이탈리아군의 국경 요새 수비대를 괴롭혔으며 비아발비아와 내륙 도로를 따라 매복하라는 명령을 받았다.
일부 이탈리아군은 전쟁이 선포되었다는 사실을 알지 못했고 시디오마르로 가는 길에 병사 70명이 영국군의 포로가 되었다. 정찰대의 강습은 북쪽으로는 바르디아와 투브루크 사이 해안도로에서 서쪽으로는 비르엘구비, 남쪽으로는 자라부브까지 이어졌다. 일주일 만에 앨버트 대공 지휘하의 제11후사르연대는 포트카푸조 요새를 점령하고 바르디아 동쪽에서 매복으로 이탈리아 제10군 공병총감인 준장 로몰로 라스트루치를 포로로 잡았다. 이탈리아의 지원군이 국경에 도착해 위력정찰을 시작하고 국경 지역의 방어태세를 갖춘 후 포트카푸조를 탈환했다. 8월 13일 영국군의 기습 작전은 차량 전력을 보존하기 위해 중단되었다. 제7지원단은 이탈리아가 이집트를 침공할 때 지연작전을 수행할 준비가 되어 솔룸에서 마달레나 요새까지 약 97 km 길이 전선을 감시하기 위해 작전구역을 인계받았다.

## 침공 작전

### 9월 9~10일

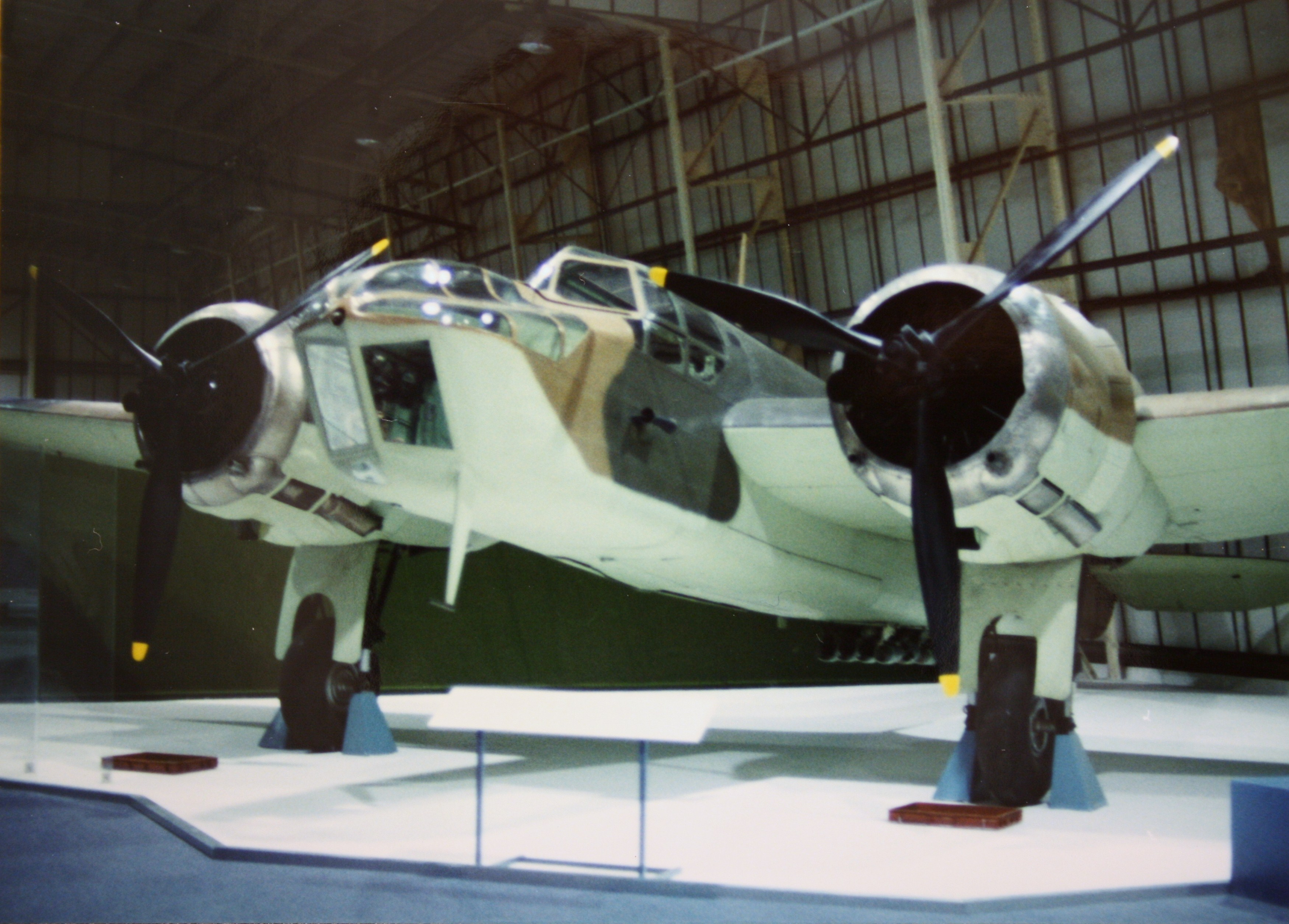
영국군의 경폭격기인 브리스톨 블레님의 복원품 모습(기체번호 9817839176)

이탈리아군 제23군단은 비차량화 및 차량화 부대가 해안도로를 따라 이집트의 시디바라니를 향하는 공격의 주력을 맡았다. 23군단에 더 많은 트럭이 편성되었다. 제62보병사단 "마르마리카"와 제63보병사단 "치레네"는 부분 차량화되었으며 블랙셔츠 민병대인 제1CC.NN.사단 "23 마르초"는 차량화되어 말레티 분견군과 제1전차집단(1° Raggruppamento Carri)으로 편성되었다. 부분 차량화보병사단은 차량을 통해 진군했고 비차량화 보병사단은 시디바라니까지 97 km를 걸어서 진격해야 했다. 베르곤촐리는 제1전차집단을 선봉으로 진군시키고 2개 차량화보병사단을 그 뒤에 일렬로 진군시켰으며 1개 차량화사단을 예비대로 두었다. 2개 비차량화 리비아 식민사단은 도보로 이동했으며 말메티 분견군이 후방을 맡았다. 제1전차집단은 제63보병사단 "치레네"에 제52전차대대 "L"을 편성하고 제62보병사단 "마르마리카"에 제53전차대대 "L"를 편성했으며 나머지는 예비대로 두었다. 제2전차집단은 제2리비이사단에 제9전차대대 "L"을 편성하고 나머지는 바르디아에 주둔시켰다. 제2전차대대 "M"은 3개 완전 차량화된 리비아보병대대가 있는 말레티 분견군으로 편성되었다.
9월 9일 이탈리아 왕립 공군의 활동이 늘어났고 영국 공군 RAF 제55비행대대, 제113비행대대, 제211비행대대의 폭격기가 보복으로 이탈리아군의 공군기지, 운송수단, 보급품 더미에 폭격하고 21기의 항공기로 투브루크도 공습했다.이후 이탈리아의 전투기 27기가 부크부크 상공을 휩쓸면서 영국 공군은 이탈리아군 비행장을 향한 출격 횟수를 늘렸다. 영국의 항공 정찰에 따르면 바르디아, 시디아제이즈, 가브르살라와 국경선 서쪽의 시디오마르 방향에서 수많은 이탈리아 육군의 움직임이 발견되었으며 이를 통해 영국은 이탈리아군의 침공이 임박했다고 판단했다. 제10군의 진군은 말레티 분견군이 시디오마르로 향하는 과정에서 길을 잃어버리면서 이탈리아군의 기동력과 독도법의 한계를 보여주었다. 9월 10일 제11후사르연대의 장갑차가 말레티 분견군을 발견했으며 짙은 안개로 영국군은 숨은 채로 느리게 움직이는 이탈리아군 행렬을 봤다. 안개가 걷히자 후사르연대는 이탈리아군의 항공기, 전차, 포 공격을 받았다.

### 9월 13~14일

1940년 9월 이탈리아의 이집트 침공 지도

9월 13일 제1CC.NN.사단 "23 마르초"가 포트카푸조를 다시 점령하고 이집트 국경 바로 너머에 있는 무사이드를 포격해 점령했다. 비어 있던 솔룸 비행장과 막사에는 포격과 폭격이 시작되었고 먼지구름이 피어올랐다. 먼지가 걷히자 이탈리아군은 진격을 시작했으며 그에 맞선 영국군은 제3 콜드스트림 근위연대, 일부 야전포병, 독립보병대대, 기관총중대로 구성된 엄호부대가 있었다. 이탈리아군은 오토바이, 전차, 차량화보병 및 포병의 엄호를 바탕으로 2개 사단을 선두로 해안도로를 따라 진격했다. 대형을 이룬 이탈리아군은 포병과 항공기의 손쉬운 표적이 되었으나 제1리비아사단이 곧바로 솔룸 기지를 점령하고 급경사면을 따라 항구로 이동하기 시작했다.
내륙 고원에서는 할파야 고개를 향한 이탈리아군의 진격에 맞서 제3 콜드스트림 근위중대, 노섬벌랜드 화승총분대와 일부 포병을 영국군이 엄호했으며 이 부대는 오후 들어 이탈리아군의 추가 보병 및 전차부대를 맞이하자 철수했다. 저녁에는 무사이드의 제2리비아사단의 2개 부대와 제63보병사단 "치레네", 말레티 분견군과 시디오마르의 제62보병사단 "마르마리카"가 고개에 집결했다. 다음 날 급경사면의 이탈리아군은 고개를 넘어 솔룸에서 다시 도로를 따라 전진하는 이탈리아군을 향해 내려가기 시작했다. 제1후사르연대의 1개 기병대대와 제2소총여단, 제1왕립전차연대(RTR)의 순항전차가 급경사면에서 이탈리아군을 저지했다. 정호 넘어 해안의 영국군은 부크부크까지 후퇴하여 제11후사르연대와 프랑스 해병대자유 프랑스군 해병대의 차량화중대 지원군과 합류했고 이는 이탈리아와의 전선면을 유지하기 충분했다. 영국군은 9월 15일 알람하미드, 9월 16일 알람엘바브로 철수하면서 포위되지 않으면서 최대한의 손실을 입히기 위해 해안도로를 파괴하였고 이탈리아군의 통행량과 합쳐지면서 그 피해가 더 커졌다.

### 9월 16일
제1전차집단에서 공세에 참여하지 않은 부대는 제1리비아사단 및 제2리비아사단을 따라 비르티단엘카딤을 향해 진격했다. 시비라라니 인근의 알람엘바브에서 약 50대의 이탈리아군 전차, 차량화보병과 포가 외곽으로 기동을 시도했고 콜드스트림 근위연대가 후퇴했다. 기갑집단은 영국군 야전포병과 교전했으나 이후 더 이상 진격하지 않았고 제1CC.NN.사단 "23 마르초"는 밤 되어 시디바라니를 점령했다. 급경사면 위에서 영국군 엄호부대는 해안도로에 있는 부대와 나란히 후퇴했고 사막 측면에서의 위협은 실현되지 않았다. 영국군 항공기는 많은 정찰 및 폭격임무를 수행했으며 이탈리아군 제5비행작전사령부는 최대 100기의 전투기로 영국의 전진비행장과 방어진지를 공습했다. 영국군은 이탈리아의 진격이 시디바라니와 소파피에서 멈출 것이라 예상하고 제7지원단이 휴식을 위해 철수하고 제7기갑사단이 마트루에서 공세에 맞설 준비를 하는 동안 제11후사르연대와 함께 진지를 정찰하기 시작했다. 이집트 침공을 알린 이탈리아의 방송에서는 시디바라니 너머로 진격이 이어질 것이라 말했지만 얼마 지나지 않아 이탈리아군이 더 뒤의 부크부크와 시디오마르, 할파야 고개를 점령하고 마크틸라 남쪽과 남서쪽, 투마르 (동쪽), 투마르 (서쪽), 니베이와, 소파피 절벽 꼭대기에서 참호를 파고 들어가기 시작했다.

## 여파

### 분석

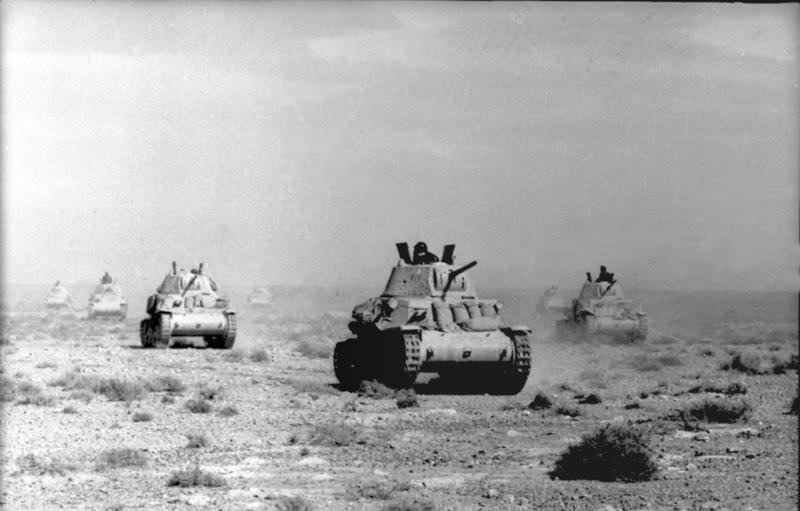
1940년 10월 신형 피아트 M13/40 전차가 도착하기 시작하는 모습

이탈리아 제10군은 비차량화 사단이 따라잡을 수 있도록 하루에 약 19 km씩만 진군했고 시디바라니에서는 요새화된 진지를 구축했다. 기갑 부대는 대담한 기계화 공격이나 측면 기동을 하지 않았고 제23군단 보병의 엄호 역할만 진행했으며 제10군은 진격 과정에서 사상자가 550명 미만이었다. 말레티 분견군, 제1전차집단, 제1CC.NN.사단은 이탈리아의 기갑전 이론에 따른 전쟁을 수행하지 못했다. 준비, 훈련, 조직력 부족으로 말레티 분견군을 모으고 지휘하는 데 여러 실수가 있었으며 제1전차집단의 다른 전차대대는 이를 과도하게 경계하는 부작용으로 이어졌다. 전혀 훈련되지 않았던 차량화사단인 1st CC.NN.사단의 서두른 차량화는 운전병과 보병 간의 관계를 혼란스럽게 만들었다.
약간의 손실만 입고 시디바라니까지 이탈리아가 공세했지만 영국군은 피해가 거의 없었다. 9월 21일 리비아로 보내진 피아트 M.11/39 전차 72대 중 68대가 남았다. 제1중형전차대대는 작동 가능한 전차가 단 9대이고 23대는 작전 불가능했으며, 제2중형전차대대는 작전 가능 전차가 28대였고 8대가 작전 불가능했다. 이탈리아는 더욱 강력한 칸노네 다 47/32 M35 47 mm 주포를 장착한 피아트 M13/40 전차 인도가 시작되면 더 강해질 것으로 예상되었다. 이어 10월 초 M13/40 전차 37대로 구성된 제2중형전차대대가 리비아에 도착했고, 12월 12일에는 M13/40 전차 46대로 구성된 제5중형전차대대가 도착했다. 11월 중순 기준 이탈리아군은 리비아와 이집트에 417대의 중형 및 경전차를 배치했다. 웨이벌 장군은 다음과 같이 말했다.
이 작전의 가장 큰 공로를 가진 이 철수를 멋지고 효율적으로 수행하며 인내와 전략적 강점을 보여준 지원단을 지휘한 윌리엄 고트 준장과 포병대 사령관 저크 캠벨과 부대원들에게도 감사를 표한다.— 웨이벌 장군

뒤이어 해안도로 정비 작업이 시작되어 바르디아에서 이어지는 해안도로 이름은 비아 델라 비토리아로 바뀌었으나 12월 중순까지 기다려야 도로가 준비될 것으로 예상했으며 그 이후에 마트루까지 진격을 재개하기로 결정했다.
무솔리니는 10월 26일 일기에 다음과 같이 남겼다.
시디바라니를 점령한 지 40일이 지났는데도 이 기나긴 정지가 우리에게, 혹은 적에게 무슨 소용인지 스스로에게 질문하게 된다. 나는 주저하지 않고 답할 수 있다. 분명히 적에게 더 이롭다... 이제 지휘를 더 해도 좋을지 물어보게 된다.

이틀 후인 10월 28일 이탈리아는 그리스를 침공하며 그리스-이탈리아 전쟁이 발발했다. 그라치아니는 여유롭게 계획을 계속 진행할 수 있었고 이탈리아군은 12월 중순 마트루로 진격하기로 계획했다.

### 사상자
1971년 역사학자 케네스 맥시는 제10군의 사상자가 총 530명으로 이 중 120명이 사망, 410명이 부상을 입었으며 영국군은 "단 40명의 사상자와 약간의 장비 손실"이 있었다고 평가했다. 1993년 헤럴드 라우는 이탈리아군의 사상자는 약 2,000명이며 영국군 사망자는 50명 미만이라고 기록했다. 1995년 독일의 비공식 역사전서인 《독일과 제2차 세계 대전》에서는 양 측의 장비 손실이 정확하게 집계되지 않았다고 지적했다. 1997년 이탈리아의 역사학자 조르조 보카는 서부 사막군이 40명의 사망자가 발생했으며 전차 10대, 장갑차 11대, 트럭 4대가 파괴되는 피해를 입었다고 분석했다. 1999년 하워드 크리스티는 석사 논문에서 9월 9일에서 16일까지 제10군은 120명이 사망하고 410명이 부상을 입었다. 여러 대의 전차와 트럭이 고장났고 6기의 항공기를 손실했는데, 2기는 사고로 손실했다고 분석했다.

### 후속 작전
9월 17일 영국의 지중해 함대가 이탈리아 보급선을 괴롭히기 시작했고 벵가지 항구는 기뢰 공격을 받았다. 어뢰 공격으로 이탈리아 구축함 1척과 상선 두 척이 격침되었으며 벵가지에서 구축함 1척이 기뢰에 맞아 침몰했다. 또한 RAF 블레님 항공기가 베니나 지상에 있던 항공기 3기를 파괴했다. 솔룸 인근 절벽의 도로는 해군 함정의 포격을 받았고 시디바라니 인근에서는 구축함 두 척이 보이는 목표물을 향해 전부 포격하고 다녔다. 포로로 잡힌 이탈리아군 병사는 피해와 사상자가 많았고 사기가 떨어졌다고 증언했다. 영국군 순양함 HMS 켄트와 구축함 2척이 바르디아를 포격하러다 이탈리아의 뇌격기에 저지당했고 켄트호의 선미가 폭격당해 가동을 멈췄다. 하지만 소강 상태에서도 포격 자체는 계속되어 군 막사와 창고가 내륙으로 이전되었다. 지상에서는 소규모 영국군이 장갑정찰대와 함께 이탈리아군 막사 가까이로 이동해 정보를 수집하고 주변을 장악했다.

#### 컴퍼스 작전
12월 8일에는 시디바라니 외곽의 이탈리아군 진지를 향한 5일간의 습격 작전인 컴퍼스 작전을 개시했다. 작전 당시 베르티는 병가 중이어서 가리볼디가 임시로 지휘관을 맡고 있었다. 기습이 성공하여 피해를 입지 않은 이집트 내 제10군 몇몇 부대는 철수하기 시작했다. 12월 11일에는 영국군이 반격을 시작해 나머지 10군 부대도 전부 와해되었다. 뒤이어 영국군은 제10군 잔당을 추적해 솔룸, 바르디아, 투브루크, 데르나, 메칠리, 베다폼, 시드라만의 엘아게일라까지 진격했다. 이 작전으로 영국군은 보병 병력의 약 10%인 1,900명이 사망하거나 부상을 입었으나 이탈리아군 및 리비아 식민군 133,298명이 포로가 되었고 전차 420대, 포와 항공기 845기 이상도 노획했다. 하지만 영국군의 차량이 고장나거나 낡았고 나머지 일부 부대도 그리스 공방전에 대응하기 위해 그리스로 전출되어 엘아게일라 너머로의 진격은 중단했다.

## 같이 보기
- 제2차 세계 대전 기간 이탈리아군의 장비 목록
- 제2차 세계 대전 기간 영국군의 장비 목록
- 제2차 세계 대전의 전투 목록
- 북아프리카 전역 연표

## 참고 문헌
- Bocca, Giorgio (1997) [1969]. 《Storia d'Italia nella guerra fascista 1940–1943》 [History of Italy in the Fascist War]. Oscar Storia No. 128 Moadori, Roma판. Bari: Laterza. ISBN 978-88-04-42699-8.
- Christie, H. R. (1999). 《Fallen Eagles: The Italian 10th Army in the Opening Campaign in the Western Desert, June 1940 – December 1940》 (MA). Fort Leavenworth, KS: U. S. Army Command and General Staff College. OCLC 465212715. DTIC ADA367611. 2015년 3월 8일에 확인함.
- Dunning, C. (1998). 《Courage Alone: The Italian Air Force 1940–1943》. Aldershot: Hikoki. ISBN 1-902109-02-3.
- Greene, J.; Massignani, A.; Blennemann, U. (1990). 《Mare Nostrum: The War in the Mediterranean, being a Study on Aspects of the Italian Army, Navy and Air Forces, with Comments on the German and Allied War Contribution in the Mediterranean & North Africa Fighting in World War II》 2 online판. Watsonville, CA: Jack Greene. OCLC 26647786.
- Jackson, A. (2006). 《The British Empire and the second World War》. London and New York: Hambledon Continuum. ISBN 978-1-85285-417-1.
- Jowett, Philip S. (2000). 《The Italian Army 1940–45: Europe 1940–1943》 I. Oxford/New York: Osprey. ISBN 978-1-85532-864-8.
- Lewin, Ronald (1998) [1968]. 《Rommel As Military Commander》. New York: B&N Books. ISBN 978-0-7607-0861-3 – Archive Foundation 경유.
- Luck, Hans von (1989). 《Panzer Commander: The Memoirs of Colonel Hans von Luck》. New York: Dell (Random House). ISBN 978-0-440-20802-0.
- Macksey, Major Kenneth (1971). 《Beda Fomm: The Classic Victory》. Ballantine's Illustrated History of the Violent Century. New York: Ballantine Books. ISBN 978-0-345-02434-3. Battle Book Number 22.
- Maiolo, Joe (2010). 《Cry Havoc: The Arms Race and the Second World War 1931–1941》. London: John Murray. ISBN 978-0-7195-6519-9 – Archive Foundation 경유.
- Mead, Richard (2007). 《Churchill's Lions: A Biographical Guide to the Key British Generals of World War II》. Stroud: Spellmount. ISBN 978-1-86227-431-0.
- Mollo, Andrew (1981). 《The Armed Forces of World War II》. New York: HMSO. ISBN 978-0-517-54478-5 – Archive Foundation 경유.
- “Operations in the Middle East from August, 1939 to November, 1940”. 《런던 가제트》 (Supplement). 37609호. 1946년 6월 13일. 2997–3006쪽.
- Pitt, B. (1980). 《The Crucible of War: Wavell's Command》 I 2001판. London: Cassell. ISBN 978-0-304-35950-9 – Archive Foundation 경유.
- Playfair, I. S. O.;  외. (1959) [1954].  Butler, J. R. M., 편집. 《The Mediterranean and Middle East: The Early Successes Against Italy (to May 1941)》. History of the Second World War, United Kingdom Military Series I. 3rd impression. HMSO. OCLC 888934805.
- Raugh, H. E. (1993). 《Wavell in the Middle East, 1939–1941: A Study in Generalship》 1판. London: Brassey's. ISBN 978-0-08-040983-2.
- Schreiber, G.;  외. (2015) [1995].  Falla, P. S., 편집. 《The Mediterranean, South-East Europe and North Africa, 1939–1941: From Italy's Declaration of non-Belligerence to the Entry of the United States into the War》. Germany and the Second World War III. 번역 McMurry, D. S.; Osers, E.; Willmot, L. 2 pbk. trans. Oxfo University Press, Oxfo판. Freiburg im Breisgau: Militärgeschichtliches Forschungsamt. ISBN 978-0-19-873832-9.
  - Schreiber, G. "Part I: Political and Military Developments in the Mediterranean Area, 1939–1940. Chapter 1: "Mussolini's Non-belligerence": 4. The Italian Fighting Forces (a) Equipment and Organisation". In Schreiber, Stegemann & Vogel (2015).
- Schreiber, G.;  외. (2015a) [1995].  Falla, P. S., 편집. 《The Mediterranean, South-East Europe and North Africa, 1939–1941: From Italy's Declaration of non-Belligerence to the Entry of the United States into the War》. Germany and the Second World War III. 번역 McMurry, D. S.; Osers, E.; Willmot, L. 2 pbk. trans. Oxfo University Press, Oxfo판. Freiburg im Breisgau: Militärgeschichtliches Forschungsamt. ISBN 978-0-19-873832-9.
  - Schreiber, G. "Part I: Political and Military Developments in the Mediterranean Area, 1939–1940. Chapter 3: The Strategic Dilemma of the summer and autumn of 1940: An Alternative or Interim Strategy (c) The Offensive against Sidi Barrani". In Schreiber, Stegemann & Vogel (2015a).

## 추가 읽기
- Bauer, E. (2000) [1979].  Young, Peter, 편집. 《The History of World War II》 Orbis: Loon, rev.판. New York: Galahad Books. ISBN 978-1-85605-552-9.
- Black, Jeremy (2003). 《World War Two: A Military History》. Warfare and History. London: Routledge. ISBN 978-0-415-30535-8.
- Churchill, Winston (1986) [1949]. 《Their Finest Hour》. The Second World War II. Boston: Houghton Mifflin. ISBN 978-0-395-41056-1.
- Dando, N. (2014). 《The Impact of Terrain on British Operations and Doctrine in North Africa 1940–1943》 (PhD). Plymouth University. OCLC 885436735. 2015년 10월 4일에 원본 문서에서 보존된 문서. 2015년 3월 25일에 확인함.
- Titterton, Commander G. A.; Essenhigh, First Sea Lord Admiral Sir Nigel; Brown, David (2002) [1952]. 《The Royal Navy and the Mediterranean: September 1939 – October 1940》. Naval Staff Histories I. Frank Cass. ISBN 978-0-7146-5179-8.
- Walker, Ian W. (2003). 《Iron Hulls, Iron Hearts: Mussolini's Elite Armoured Divisions in North Africa》. Marlborough: Crowood. ISBN 978-1-86126-646-0.